# Didri
Didri est une localité située dans le département de Koubri de la province du Kadiogo dans la région Centre au Burkina Faso. En 2006, cette localité comptait 3 697 habitants dont 50,6 % de femmes.